# Kasumigaseki Country Club
Kasumigaseki Country Club (霞ヶ関カンツリー倶楽部, Kasumigaseki kantsurī kurabu) is een Japanse golfclub en golfbaan in Kawagoe in de prefectuur Saitama. Kawagoe, satellietstad van Tokio, ligt op dertig kilometer ten noordwesten van de hoofdstad.
De Kasumigaseki Country Club is een private golfclub die als eerste club in Saitama opende op 6 oktober 1929.  Direct ten zuiden van de Kasumigaseki Country Club, aangrenzend en zelfs wat ingesloten, maar gelegen op het grondgebied van de stad Sayama, werd later ook de golfbaan van de Chichibu Country Club aangelegd, een club die in 1940 fusioneerde met de oudste Japanse golfclub, de Tokyo Golf Club, opgericht in 1914 en al op twee eerdere banen (in Komazawa en Asaka) gevestigd.  De Tokyo Golf Club verhuisde naar deze baan die in 1946 na de Tweede Wereldoorlog terug werd aangelegd.
De golfbanen van de Kasumigaseki Country Club werden bespeeld tijdens de Canada Cup van 1957, de Japan Open van 1933, 1956, 1995 en 2006, het Japan Women's Open Golf Championship van 1999 en het Aziatisch amateurkampioenschap golf van 2010.
Op de club werden twee courses aangelegd. De East Course werd ontworpen door Kinya Fujita, Shiro Akaboshi en Charles H. Alison, en werd tussen oktober 2015 en oktober 2016 aangepast door Tom en Logan Fazio. De 6.827 m lange baan heeft een par van 71, course rating van 74,9 en slope rating van 131. De West Course werd uitgetekend door Seiichi Inoue met een par van 73, course rating van 74,1 en lengte van 6.508 m.
In november 2017 vond in de club een onderhoud plaats tussen de Japanse premier Shinzo Abe en de Amerikaanse president Donald Trump.
De East Course van de Kasumigaseki Country Club is geselecteerd als baan voor de golfcompetitie van de Olympische Zomerspelen 2020 van Tokio. Deze keuze werd sinds 2013 voorbereid.  Struikelblok voor deze private club was onder meer dat vrouwen normaliter de toegang tot de baan werd geweigerd, zelfs als ze zondagslid waren. De club paste in maart 2017 het intern reglement aan waarna vrouwen steeds welkom waren, en liet tussen 2015 en 2016 de East Course optimaliseren.

## De baan
Naast de 36-holes baan heeft de Kasumigaseki Country Club uitgebreide oefenfaciliteiten, met een drivingrange van 250 meter en vijf greens voor het oefenen van pitch-, run- en bunkershots.